# Spainskills

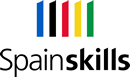
Logotipo de Spainskills.

SpainSkills es la denominación que en 2007 recibió la competición española para seleccionar a los miembros de la selección española de formación profesional que representarían a España en las competiciones internacionales WorldSkills International y EuroSkills.

## Competición bienal
Esta competición nacional se celebra cada dos años y cuenta con la participación de todas las comunidades y ciudades autónomas, promovida desde el Ministerio de Educación y Formación Profesional con el apoyo de importantes empresas patrocinadoras. 

## Objetivos
La organización de esta competición tiene como objetivos promocionar los estudios de formación profesional, estimulando y motivando a los alumnos, mejorando así la calidad de la formación profesional española mientras que al mismo tiempo se busca reconocer y estimular la labor del profesorado, creando un punto de encuentro entre los estudiantes, los profesores y los futuros profesionales, fomentando así las relaciones entre los diferentes centros españoles

## Detalles que lo caracterizan
El término usado de "Skills" (en inglés Habilidad), denota el carácter práctico de las pruebas así como el de los conocimientos orientados al mundo laboral.
El primer puesto de cada categoría representa a España en WorldSkills International (Competición a nivel mundial de formación profesional) y en Euroskills (Competición a nivel europeo de formación profesional)
A partir de 2017, la denominación de España como miembro de WorldSkills International y de EuroSkills pasa a ser WorldSkills Spain, en lugar de SpainSkills, en respuesta a la petición de la organización internacional de unificar imagen de marca.

## Skills (2019)
- 04 - Mecatrónica
- 05 - Diseño Mecánico-CAD
- 07 - CNC-Fresado
- 10 - Soldadura
- 13 - Reparación de Carrocería
- 15 - Fontanería y Calefacción
- 16 - Electrónica
- 18 - Instalaciones Eléctricas
- 17 - Desarrollo Web
- 19 - Control Industrial
- 24 - Ebanistería
- 25 - Carpintería
- 28 - Floristería
- 29 - Peluquería
- 30 - Estética
- 31 - Tecnología de la Moda
- 33 - Tecnología del Automóvil
- 34 - Cocina
- 35 - Servicios de Restaurante y Bar
- 36 - Pintura del Automóvil
- 37 - Jardinería Paisajística
- 38 - Refrigeración y Aire Acondicionado
- 39 - TIC Administración de Sistemas en Red
- 41 - Atención Sociosanitaria
- 47 - Panadería
- 50 - Diseño y Animaciones de Juegos 3D